# 162 (število)
162 (stó dváinšéstdeset) je naravno število, za katero velja 162 = 161 + 1 = 163 - 1.

## V matematiki
- sestavljeno število.
- 162/φ(162) = 3
- deveto nedotakljivo število, saj ne obstaja nobeno takšno celo število x, da bi bila vsota njegovih pravih deliteljev enaka 162.
- Harshadovo število.